# Karolin (powiat zwoleński)
Karolin – wieś w Polsce położona w województwie mazowieckim, w powiecie zwoleńskim, w gminie Zwoleń.
W skład sołectwa Karolin wchodzi także Wacławów.
W latach 1975–1998 miejscowość należała administracyjnie do województwa radomskiego.
18 marca 1942 Niemcy dokonali pacyfikacji wsi. Zatrzymano mieszkańców według listy sporządzonej przez Gramma i zamordowali kilkudziesięciu w okolicach szkoły. Inną grupę mieszkańców wsi hitlerowcy zastrzelili w okolicach Kazanowa.
We wsi znajdują się groby pomordowanych w czasie II wojny światowej.
Wierni Kościoła rzymskokatolickiego należą do parafii Zesłania Ducha Świętego w Zwoleniu.